# 内閣府特命担当大臣（原子力損害賠償支援機構担当）
内閣府特命担当大臣（原子力損害賠償支援機構担当）（ないかくふとくめいたんとうだいじん げんしりょくそんがいばいしょうしえんきこうたんとう、英語: Minister of State for the Corporation in Support of Compensation for Nuclear Damage）は、日本の廃止された国務大臣。内閣府特命担当大臣の一つであった。

## 概説

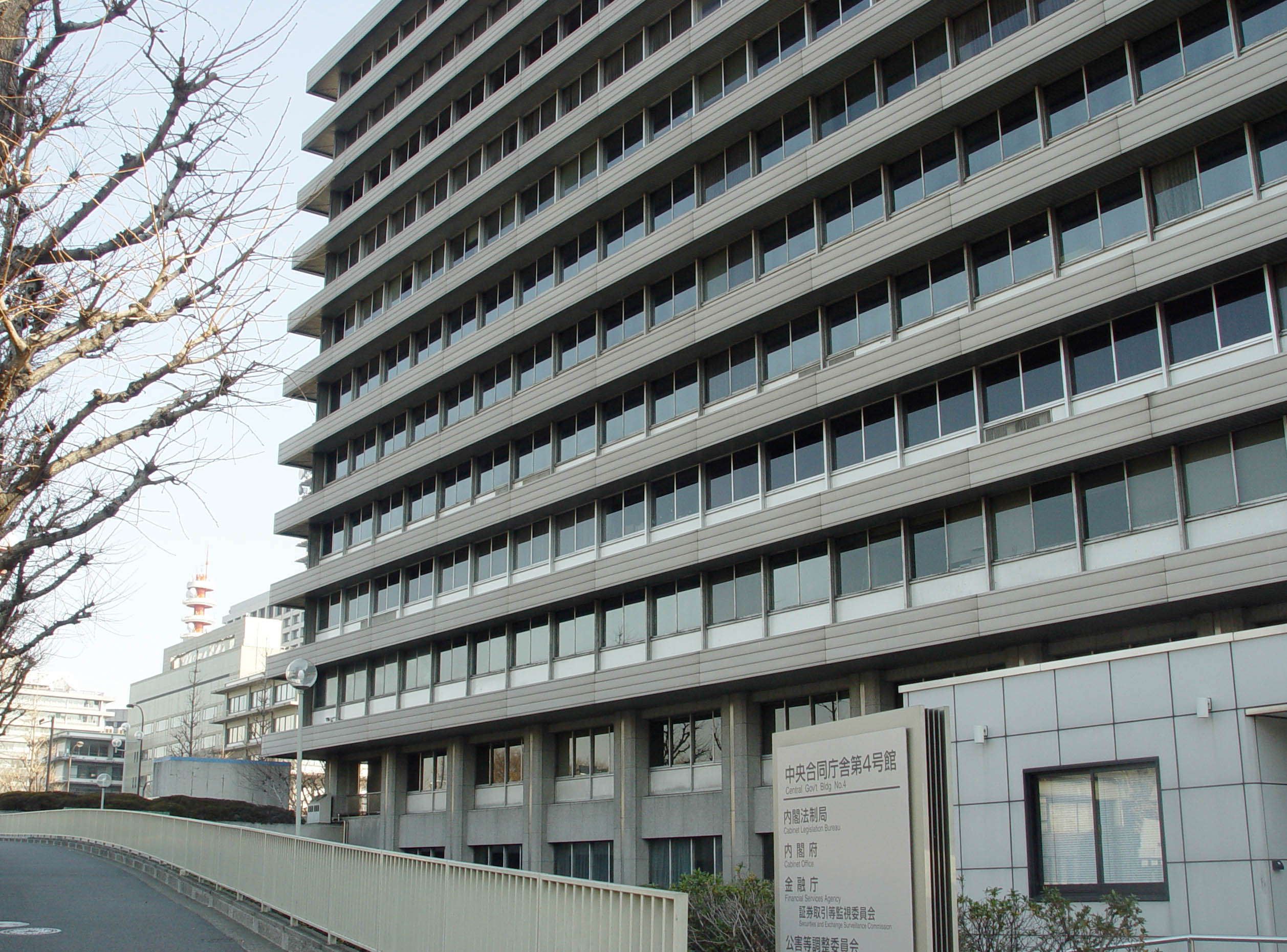
内閣府（科学技術政策・イノベーション担当）が設置される中央合同庁舎第四号館

日本の内閣府に置かれる内閣府特命担当大臣の一つである。主として原子力事故の損害賠償に関する行政を所管する国務大臣である。
原子力事故発生に際し、原子力損害の賠償に関する法律に基づく事業者の賠償額を賠償法に基づく賠償措置額が超えた場合、原子力損害賠償支援機構は事業者に対して必要な資金を交付する。内閣府特命担当大臣（原子力損害賠償支援機構担当）は、これらの業務を担当する。
内閣府にて原子力事故の損賠賠償に関する行政を司る組織としては、内閣府の内部部局である原子力損害賠償支援機構担当室などが挙げられる。内閣府特命担当大臣（原子力損害賠償支援機構担当）は、これらの組織を担当する。また、内閣府は、原子力事故の損賠賠償に関してだけでなく、広く一般的な原子力行政も担っている。
内閣府特命担当大臣のうち、沖縄及び北方対策担当、金融担当、消費者及び食品安全担当の3大臣は、内閣府設置法により必置とされている。それに対して、他の内閣府特命担当大臣は必置とはされておらず、担当する諸課題により柔軟に設置できる。そのため、政権により増減や変動があり、その役職名は必ずしも一致しない。

## 沿革
2011年3月11日に発生した東北地方太平洋沖地震は、東北地方を中心に甚大な被害をもたらした。この地震により福島県双葉郡大熊町・双葉町に立地する東京電力福島第一原子力発電所も被災したことから、福島第一原子力発電所事故が発生した。
2011年8月10日、原子力損害賠償支援機構法が公布・施行された。それにともない、内閣府特命担当大臣（原子力損害賠償支援機構担当）が設置され、内閣府特命担当大臣が任命された。同時に、内閣府の内部部局として、政策統括官（科学技術政策・イノベーション担当）の下に原子力損害賠償支援機構担当室が設置された。2014年8月、原子力損害賠償支援機構が原子力損害賠償・廃炉等支援機構へと改組されるのに合わせ、第2次安倍内閣にて廃止された。最後に大臣を務めたのは茂木敏充、経済産業大臣との兼務であった。後継の役職として内閣府特命担当大臣（原子力損害賠償・廃炉等支援機構担当）が設置され、茂木が横滑りで着任している。

## 名称
任命、補職は3段階で行われており、まず「国務大臣に任命する」との官記が出され、次いで当該の国務大臣に対して「内閣府特命担当大臣を命ずる」との辞令が出され、さらに当該の内閣府特命担当大臣に対して「原子力損害賠償支援機構を担当させる」と命ぜられる。これらの辞令は『官報』に掲載されるため、その記載に基づき「内閣府特命担当大臣（原子力損害賠償支援機構担当）」と表記される。たとえば、2011年9月22日付の『官報』には「内閣府特命担当大臣細野豪志海外出張不在中内閣府特命担当大臣（原子力損害賠償支援機構担当）事務代理を命ずる」との記載が見られる。新聞などの報道では、簡略化して「原発担当大臣」「原発担当相」「原発大臣」「原発相」と表記されることも多い。英語での呼称については「Minister of State for the Corporation in support of Compensation for Nuclear Damage」とされている。

## 歴代大臣
| 内閣府特命担当大臣（原子力損害賠償支援機構担当）                                | 内閣府特命担当大臣（原子力損害賠償支援機構担当） | 内閣府特命担当大臣（原子力損害賠償支援機構担当） | 内閣府特命担当大臣（原子力損害賠償支援機構担当） | 内閣府特命担当大臣（原子力損害賠償支援機構担当） | 内閣府特命担当大臣（原子力損害賠償支援機構担当） | 内閣府特命担当大臣（原子力損害賠償支援機構担当） | 内閣府特命担当大臣（原子力損害賠償支援機構担当） | 内閣府特命担当大臣（原子力損害賠償支援機構担当） |
| 代                                                                              | 氏名                                             | 氏名                                             | 内閣                                             | 内閣                                             | 就任日                                           | 退任日                                           | 党派                                             | 備考                                             |
| ------------------------------------------------------------------------------- | ------------------------------------------------ | ------------------------------------------------ | ------------------------------------------------ | ------------------------------------------------ | ------------------------------------------------ | ------------------------------------------------ | ------------------------------------------------ | ------------------------------------------------ |
| 1                                                                               |                                                  | 細野豪志                                         | 菅直人内閣                                       | 第2次改造内閣                                    | 2011年8月10日                                    | 2011年9月2日                                     | 民主党                                           |                                                  |
| 2                                                                               | 野田内閣                                         | 野田内閣                                         | 2011年9月2日                                     | 2011年10月3日                                    | 再任                                             |                                                  | 民主党                                           |                                                  |
| 3                                                                               | 野田内閣                                         | 野田内閣                                         |                                                  | 枝野幸男                                         | 2011年10月3日                                    | 2012年12月26日                                   | 民主党                                           |                                                  |
| 3                                                                               |                                                  | 第1次改造内閣                                    | 留任                                             | 枝野幸男                                         | 2011年10月3日                                    | 2012年12月26日                                   | 民主党                                           |                                                  |
| 3                                                                               | 第2次改造内閣                                    |                                                  | 留任                                             | 枝野幸男                                         | 2011年10月3日                                    | 2012年12月26日                                   | 民主党                                           |                                                  |
| 3                                                                               | 第3次改造内閣                                    |                                                  | 留任                                             | 枝野幸男                                         | 2011年10月3日                                    | 2012年12月26日                                   | 民主党                                           |                                                  |
| 4                                                                               |                                                  | 茂木敏充                                         | 第2次安倍内閣                                    | 第2次安倍内閣                                    | 2012年12月26日                                   | 2014年8月18日                                    | 自由民主党                                       |                                                  |
| （第2次安倍内閣以降、内閣府特命担当大臣（原子力損害賠償・廃炉等支援機構担当）） |                                                  |                                                  |                                                  |                                                  |                                                  |                                                  |                                                  |                                                  |

- 内閣府特命担当大臣は複数名を任命することがあるため、通常は代数の表記は行わない。ただし、本表ではわかりやすさに配慮し、代数の欄を便宜上設けた。
- 辞令のある再任は就任日を記載し、辞令のない留任は就任日を記載しない。
- 党派の欄は、就任時、または、内閣発足時の所属政党を記載した。